# Campeonato Paraense de Futebol de 1918
O Campeonato Paraense de Futebol de 1918 foi a 8.ª edição da principal divisão do futebol do Pará. Organizada pela Liga Paraense de Esportes Terrestres, a competição contou com a participação de sete clubes, todos sediados na capital Belém. O Remo sagrou-se campeão, conquistando seu sexto título consecutivo, enquanto o Paysandu ficou com o vice-campeonato.

## Participantes
| Equipe          | Cidade | Títulos (mais recente) | Part. |
| --------------- | ------ | ---------------------- | ----- |
| Brazil Sport    | Belém  | 0 (não possui)         | 5     |
| Luso Brasileiro | Belém  | 0 (não possui)         | 1ª    |
| Nacional        | Belém  | 0 (não possui)         | 7     |
| Paysandu        | Belém  | 0 (não possui)         | 4     |
| Remo            | Belém  | 5 (1917)               | 6     |
| União Sportiva  | Belém  | 2 (1910)               | 8     |
| Yole            | Belém  | 0 (não possui)         | 1ª    |

## Campanha do campeão
- Remo 10 x 0 Luso Brasileiro - 3 de maio de 1918.
- Remo 1 x 1 Brasil-Sport - 9 de junho de 1918.
- Remo 8 x 0 Nacional - 30 de junho de 1918.
- Remo 4 x 2 Paysandu - 14 de agosto de 1918.
- Remo 4 x 2 União Sportiva - 25 de agosto de 1918.
- Remo 13 x 0 Nacional - 8 de dezembro de 1918.
- Remo 0 x 0 Paysandu - 15 de dezembro de 1918.

## Premiação
| Campeonato Paraense de 1918  |
| Belém                        |
| ---------------------------- |
| Remo Hexacampeão (6º título) |